# Junk bond
Een junk bond (ook wel 'rommelobligatie' genoemd) is een term die in de financiële wereld gebruikt wordt om een risicovolle obligatie met een hoog rendement (high yield) aan te duiden.
Kredietbeoordelaars als Standard & Poor's kennen obligaties een waardering toe om de betrouwbaarheid dat de obligatie niet in gebreke blijft aan te geven. Een junk bond, ook wel high-yield bond, is een obligatie waaraan door de kredietbeoordelaar de kredietwaardering "non-investment grade" (lager dan BBB) toegewezen is. 
De junk bonds zijn door Michael Milken groot geworden in de jaren zeventig en tachtig.